# Kif'n'dir
Kif'n'dir (In arabo significa “come farò?”) è un singolo della cantante algerina Zaho, pubblicato il 10 novembre 2008 come terzo estratto dal primo album in studio Dima.

## Video musicale
Il video musicale è stato reso disponibile in concomitanza con la pubblicazione del brano.

## Tracce
Testi e musiche di Zaho e Phil Greiss.
1. Kif'n'dir – 4:53

## Formazione
- Zaho – voce
- Phil Greiss – produzione

## Classifiche
| Classifica (2008) | Posizione massima |
| ----------------- | ----------------- |
| Francia           | 33                |